# Sophie van Bijsterveld
Sophie Christine van Bijsterveld (Baltimore (V.S.), 20 augustus 1960) is een Nederlands politica voor het CDA.
Van Bijsterveld promoveerde in 1988 aan de Katholieke Universiteit Brabant op het proefschrift De verhouding tussen kerk en staat in het licht van de grondrechten; promotor was Alis Koekkoek. Van 1983 tot 1991 was ze universitair docent staats- en bestuursrecht aan de KUB, vanaf 1991 universitair hoofddocent. In 1999 werd ze UHD Europees en Internationaal Publiekrecht te Tilburg. In oktober 2010 werd ze benoemd tot bijzonder hoogleraar religie, rechtsstaat en samenleving te Tilburg; de leerstoel was ingesteld door de Stichting Religie in het publieke domein. In 2014 maakte ze de overstap naar de Radboud Universiteit als gewoon hoogleraar religie, recht en samenleving. Ook was ze lid van de Raad voor het Openbaar Bestuur.
Van Bijsterveld was vanaf 12 juni 2007 twaalf jaar lid van de CDA-fractie in de Eerste Kamer en stond in 2011 op de tweede plek achter lijsttrekker Elco Brinkman op de kandidatenlijst. In de Eerste Kamer hield Van Bijsterveld zich onder meer bezig met Binnenlandse Zaken en justitie.
Van Bijsterveld is bestuurslid van het Wetenschappelijk Instituut voor het CDA. Ook is ze hoogleraar aan de Radboud Universiteit, waar ze religie en beleid en religie in het publieke domein doceert.

## Persoonlijk
Van Bijsterveld is rooms-katholiek en ongehuwd. Haar moeder was wethouder in Houten.
- Digitale Bibliotheek voor de Nederlandse Letteren: bijs002
- Gemeinsame Normdatei: 172039665
- International Standard Name Identifier: 0000 0000 7994 6528
- Library of Congress Control Number: n88206057
- Nederlandse Thesaurus van Auteursnamen: 072754818
- Parlement.com: vhjogfpxy3uu
- Système universitaire de documentation: 119419793
- Virtual International Authority File: 48327891